# Boy Meets World
Boy Meets World (conocida como Aprendiendo a vivir en Hispanoamérica y como Yo y el mundo en España) es una sitcom estadounidense que trata sobre la mayoría de edad en los adolescentes creada por Michael Jacobs y April Kelly que se emitió en ABC durante siete temporadas entre septiembre de 1993 a mayo de 2000. La serie se centra en Cory Matthews (Ben Savage) y sus amigos y familiares, como progresa desde la niñez hasta la edad adulta. Los episodios narran los acontecimientos cotidianos de la vida hogareña y escolar de Cory; su maestro y vecino George Feeny (William Daniels) quien le imparte lecciones de vida mientras Cory aprende a afrontar los problemas sociales y personales de la adolescencia. Cory tiene relaciones sólidas con su hermano mayor Eric (Will Friedle), su hermana menor Morgan (Lily Nicksay) y sus padres, Amy (Betsy Randle) y Alan (William Russ). La amistad de Cory con Shawn Hunter (Rider Strong) y su interés romántico en Topanga Lawrence (Danielle Fishel) sirven como focos centrales de los episodios. Los temas generales incluyen un enfoque en la familia y las amistades, así como en el descubrimiento de la propia identidad. Adicional a ellos, se introdujeron más personajes en temporadas posteriores como; Jonathan Turner (Anthony Tyler Quinn), Eli Williams (Alex Désert), Jack Hunter (Matthew Lawrence), Angela Moore (Trina McGee-Davis) y Rachel McGuire (Maitland Ward) quienes empezaron a fungir como foco central de la trama igualmente.
The Walt Disney Company encargó la serie para su bloque de programación TGIF orientado a jóvenes que se transmitió por ABC. Jacobs había producido previamente Dinosaurios para el bloque y se le pidió que creara una nueva serie para una audiencia de 12 a 14 años. Savage tenía un contrato con ABC en ese momento y Jacobs decidió incluirlo como personaje central. Boy Meets World fue producida por Michael Jacobs Productions y Touchstone Television, y se estrenó en ABC el 24 de septiembre de 1993. La serie concluyó el 5 de mayo de 2000, como resultado del envejecimiento del elenco y un cambio en las directivas de programación de la cadena.
Boy Meets World experimentó fuertes índices de audiencia para el grupo demográfico adolescente a lo largo de sus siete temporadas y luego se distribuyó en Disney Channel. Varios miembros del elenco fueron nominados a los Premios Young Artist. Savage y Fishel retomaron sus papeles como personajes centrales de la serie derivada Girl Meets World, que se emitió en Disney Channel de 2014 a 2017 y mostraba a Cory y Topanga como padres casados.

## Trama
Cory Matthews (Ben Savage) es un ingenioso estudiante de secundaria de once años en Filadelfia, que dice lo que piensa y tiene interés en los deportes. Comparte una relación de amor y odio con su maestro de sexto grado y vecino George Feeny (William Daniels) y, a menudo, se mete en problemas durante la clase. La relación de Cory con su hermano mayor Eric (Will Friedle) se vuelve tensa cuando la obsesión de Eric por salir con chicas, que es un concepto extraño para Cory, comienza a tener prioridad sobre el tiempo que pasan juntos. Cory comparte un fuerte vínculo con sus padres, Amy (Betsy Randle) y Alan (William Russ), y su hermana menor Morgan (Lily Nicksay). Entre sus compañeros de clase se encuentran su mejor amigo Shawn Hunter (Rider Strong), el inteligente Stuart Minkus (Lee Norris) y la inconformista Topanga (Danielle Fishel), por quien poco a poco comienza a desarrollar sentimientos.
En la segunda temporada, Cory, Shawn y Topanga comienzan la escuela secundaria y reciben clases de Jonathan Turner (Anthony Tyler Quinn), un profesor de inglés poco ortodoxo, mientras que el Sr. Feeny se convierte en su director. Cory y Topanga admiten sus sentimientos el uno por el otro y comienzan a salir en la tercera temporada, mientras que Eric no es aceptado en ningún colegio o universidad después de graduarse de la escuela secundaria. La cuarta temporada incluye a Eric retomando sus estudios y Alan abriendo una tienda de artículos deportivos con Eric como socio. Eric comienza la universidad en la quinta temporada y se muda a un apartamento con Jack (Matthew Lawrence), de quien descubre que es el medio hermano de Shawn. A lo largo de la temporada, Shawn desarrolla una relación con una nueva estudiante, Angela (Trina McGee), y Amy queda embarazada. Topanga es aceptada en la Universidad de Yale, pero rechaza la oferta por permanecer cerca de Cory, lo que la lleva a proponerle matrimonio en su graduación.
En la sexta temporada, Cory y sus amigos comienzan la universidad, donde al Sr. Feeny le ofrecen un trabajo como profesor. Rachel McGuire (Maitland Ward) se muda con Eric y Jack y ambos desarrollan sentimientos por ella; Jack sale con ella. El nuevo bebé de Matthews, Joshua, nace prematuramente. Cory y Topanga se casan en la séptima temporada y se mudan a un apartamento en el campus. La serie concluye con Cory, Topanga, Shawn y Eric mudándose a la ciudad de Nueva York, cuando Topanga consigue una pasantía en un bufete de abogados.

## Reparto y personajes

### Principales
- Cornelius A. "Cory" Matthews (Ben Savage): Personaje principal de la serie.
- George Hamilton Feeny (William Daniels): El profesor guía de Cory y sus amigos.
- Eric Randall Matthews (Will Friedle): El hermano mayor de Cory.
- Shawn Patrick Hunter (Rider Strong): El mejor amigo de Cory.
- Topanga Lawrence (Danielle Fishel): El primer, gran y principal amor de Cory.
- Amy Matthews (Betsy Randle): Madre de Cory y sus hermanos.
- Alan Matthews (William Russ): Padre de Cory y sus hermanos.
- Morgan Matthews (Lily Nicksay/Lindsay Ridgeway) - Hermana de Cory.
- Stuart Minkus (Lee Norris): El niño genio de la clase de Cory en primaria. Aparece en la primera temporada y reaparece en la graduación.
- Angela Shinaynay Moore (Trina McGee): Novia de Shawn.
- Jack Hunter (Matthew Lawrence): Medio hermano de Shawn y el mejor amigo de Eric.
- Rachel Kimberly McGuire (Maitland Ward): Compañera de piso de Eric y Jack. También lo fue con Ángela y Topanga, con Ángela y Shawn, después. Además exnovia de Jack.
- Jonathan Turner (Anthony Tyler Quinn): El profesor de literatura e inglés de Cory.
- Eli Williams (Alex Désert): El profesor de arte mediática de Cory.
- Josh Matthews (Daniel Jacobs) hermano menor de Cory ,Morgan y Eric nace en la sexta temporada.

### Secundarios
- Harvey "Harley" Keiner (Danny McNulty): Principal y primer líder matón de la Secundaria John Adams en la temporada 2.
- Griffin "Griff" Hawkins (Adam Scott): Es el segundo líder matón de la Secundaria Johnn Adams en la temporada 3.
- Frankie "El Verdugo" Stechino (Ethan Suplee): Amigo de Cory y matón del instituto.
- Joey "La Rata" Epstein (Blake Sennett): Uno de los matones de su secundaria y mejor amigo de Frankie.
- Chet Hunter (Blake Clark) Padre de Shawn y Jack Hunter, en la temporada 6 en el episodio 13 durante una discusión con Shawn sufre un ataque al corazón y posteriormente muere en el hospital, después de su muerte apareció en dos episodios más como un reflejo de la imaginación de Shawn Hunter.
- Virna Hunter (Shareen Mitchell) Madre de Shawn Hunter y madrastra de Jack Hunter aunque nunca es mencionado en la serie que es madrastra de Jack Hunter. En la temporada 7 por medio de una carta que le envia a Shawn Hunter le revela que no es su verdadera mama.
- Decana Lila Bolander (Bonnie Bartlett) Apareció en la temporada 6, es una mujer divorciada, altamente estudiada y es quien preside la universidad Pennbrook, además que se convirtió en la pareja sentimental del Señor Feeny al casarse con él en la casa de la familia Matthews.
- Rhiannon Lawrence  (Annette O’Toole & Marcia Cross) Madre de Topanga, y exesposa de Jedidiah, hace su aparición en el último episodio de la temporada 6 personificada por O’Toole y en la temporada 7 fue encarnada por Cross.
- Jedidiah Lawrence (Peter Tork, Michael McKean & Mark Harelik) Padre de Topanga, y exesposo de Rhiannon en la Temporada 2 fue personificado por Tork y era un guitarrista hippie que tenía su propia tienda de libros, en la temporada 6 fue personificado por McKean y en la temporada 7 por Harelik, el personaje tuvo un cambio drástico en la vestimenta ya que en las últimas dos temporadas vestía ropa más moderna.
- Sargento Alvin Moore (Julius Carry) Padre de Angela Moore, juega el roll de un Sargento del ejército estadounidense. En la temporada 5; episodio 4 el mismo actor Julius Carry actuó como un profesor de filosofía cuando Shawn Hunter faltaba a la preparatoria para ir a la Universidad.

### Actuaciones especiales
- Pat Morita como el Hombre sabio. (Temporada 3; episodio 19)
- Fred Savage como Stuart (Temporada 6; episodio 7)
- Yasmine Bleeth como ella misma. (Temporada 2; episodio 21)
- Robert Goulet como él mismo. (Temporada 2, episodio 21)
- Alexandra Nechita como ella misma. (Temporada 6; episodio 5)
- Melissa Joan Hart como Sabrina la bruja adolescente. (Temporada 5; episodio 5)
- Britanny Murphy como Trini Martin, mejor amiga de Topanga durante el primer año de preparatoria. (Temporada 3; episodio 1 y 9)
- Candace Cameron Bure como Millie Aka Ushkar, una bruja adolescente. (Temporada 5; episodio 5)
- Justin Copper como Ryan. (Temporada 4, episodio 18)
- Big Van Vader como el mismo y papa de Frankie Jr. (Temporada 2; episodio 21 -Temporada 4; episodio 9)
- Jake Roberts como el mismo “The Snake” Roberts. (Temporada 4; episodio 9)
- Olivia Hussey como la Tía Prudencia, tía de Topanga. (Temporada 4; episodio 17)
- Bernie Kopell como el mismo. (Temporada 5; episodio 4)
- Ted Lange como el mismo. (Temporada 5; episodio 4)
- Linda Cardellini como Lauren. (Temporada 5; episodio 14,15,16 - Temporada 6; episodio 21)
- Jessica Wesson como Wendy (Temporada 2; episodio 2)
- Jonathan Jackson como Ricky Ferris. (Temporada 5; episodio 20)
- Tamara Mello como Sherri. (Temporada 4; episodio 21)
- Jerry Levine como Mr. Phillip Mack. (Temporada 4, episodio 21)
- Marcus Toji como Einstein kid (Temporada 4; episodio 19)
- Mark DeCarlo como Brett McInerny. (Temporada 4; episodio 19)
- Nancy Lenehan como Susan Kalliback.(Temporada 4; episodio 19)
- Phil Leeds como Milton y como él mismo. (Temporada 4; episodio 19 - Temporada 5; episodio 9)
- Jennifer Lynn Campbell como Loonie Boden, empleada de la tienda de la familia Matthews (Temporada 4; episodio 6, 11 y 15)
- Chris Hardwick como él mismo. (Temporada 4; episodio 7)
- Jim Abbott como él mismo. (Temporada 1; episodio 9)
- Nancy Kerrigan como ella misma. (Temporada 2; episodio 19)
- Krystee Clark como La Hermana de Topanga; Nebula Lawrence y Valerie (Temporada 1; episodio 14 - Temporada 2; episodio 19)
- Kristanna Loken como Jennifer Bassett. (Temporada 4; episodio 11 - Temporada 5; episodio 15)
- Charisma Carpenter como Mucama del metro donde pasaron año nuevo.(Temporada 3; episodio 10)
- Jennifer Love Hewitt como Jennifer Love Fefferman. (Temporada 5; episodio 17)
- Rue McClanahan como Bernice Matthews abuela de La familia Matthews. (Temporada 1; episodio 7)
- Tom Bosley como él mismo. (Temporada 3; episodio 19)
- Mick Foley como él mismo “El enmascarado”. (Temporada 7; episodio 2)
- Phil Buckman como Dan el apostador. (Temporada 6; episodio 8)
- Nia Vardalos como la cuidadora del orfanato. (Temporada 6; episodio 18)
- Dana Dewes como Mesera del bar escote que atiende a Eric (Temporada 6; episodio 8)
- Nobody’s Angel (Grupo de jóvenes cantantes) como ellas mismas; Ali, Stacey, Amy Sue y Sarah (Temporada 6; episodio 15)
- Chad Morgan como Dana

(Temporada 6; episodio 20)
- Charlie Newmark como Adam (Temporada 6; episodio 21)
- Willie Garson como Leonard Spinelli (Temporada 1; episodio 3, 11) y como Mervyn de Merrill Lynch (Temporada 4; episodio 6) y el ministro de bodas (Temporada 7; episodio 7)
- Trillizas Dahm como ellas mismas - Nicole, Erica y Jaclyn (Temporada 7; episodio 9)
- Trillizos DiFilippo como ellos mismos - Tim, Ted y Tommy (Temporada 7; episodio 9)
- Brandon Molale como Rocco, jugador de football (Temporada 7; episodio 13)

## Producción

### Desarrollo y casting
Boy Meets World se creó para emitirse en el bloque de programación TGIF que se emitía en ABC desde 1989. La serie fue creada por Michael Jacobs, que produjo Dinosaurs para el mismo bloque. Jacobs fue contactado por un ejecutivo de Disney después de la conclusión de Dinosaurios, para escribir una nueva serie para el grupo demográfico de 12 a 14 años. Jacobs se fijó en cómo otras comedias se centraban en el hijo mayor de una familia, lo que le llevó a crear Boy Meets World con el hijo mediano como personaje central.
Ben Savage ya tenía un contrato en ABC a los 11 años cuando Jacobs decidió incluirlo en la serie, que se conoció como The Ben Savage Project. Jacobs quería trabajar con William Daniels, pero Daniels tenía aprensión a actuar en una comedia de situación e inicialmente rechazó la oferta antes de pedir que se reescribiera el piloto. Daniels había amenazado con abandonar, y le dijo a Jacobs que no quería el papel de Mr. Feeny para burlarse de los profesores, pero sabía que el personaje sería respetado cuando Jacobs declaró que estaba basado en un mentor suyo. Rider Strong fue el primer actor en hacer una audición para el papel de Shawn y tuvo éxito. El hermano mayor de Strong Shiloh Strong fue preseleccionado para interpretar a Eric junto a Jason Marsden y Will Friedle; Friedle consiguió el papel, sin embargo, un actor diferente interpretó a Eric en el piloto no emitido. Danielle Fishel Jacobs también amenazó con despedir a Fishel durante la semana de rodaje.
Boy Meets World fue renovada por una quinta temporada en abril de 1997. En la quinta temporada, Matthew Lawrence se unió al reparto como Jack Hunter, compañero de universidad de Eric. La esposa de Daniels Bonnie Bartlett interpreta el papel recurrente de Dean Bolander, el decano de la universidad, en las últimas temporadas de la serie.

### Escritura y rodaje
Durante la escritura del piloto, los ejecutivos de la cadena eliminaron las referencias del episodio a Shakespeare, por considerar estos elementos demasiado maduros para el público. El episodio fue mal recibido en la mesa de lectura, y Jacobs reescribió el piloto de la noche a la mañana. Parte de la reescritura fue asegurar que el Sr. Feeny fuera retratado de una manera que fuera respetuosa con los profesores y no se burlara de ellos, a petición de Daniels. Strong comentó más tarde la difícil atmósfera del rodaje en el plató, que describió como un ambiente «perjudicial» cultivado por Jacobs, que tenía grandes expectativas puestas en el reparto. El director David Trainer declaró que Jacobs utilizaba la «manipulación emocional» con el reparto más joven.
La química entre Savage y Fishel llevó a los productores a desarrollar una relación romántica entre Cory y Topanga. Un ejecutivo de ABC le dijo a Jacobs que casar a la pareja sería irresponsable, antes de que una encuesta favorable en Internet hiciera que se aprobara la decisión. A medida que avanzaba la serie, la caracterización de Eric se hizo más tonta y poco inteligente para adaptarse a las habilidades cómicas de Friedle.
Jeff Sherman, que era productor y guionista de la serie, abogó por incluir temas como el vandalismo y el abuso infantil en la serie, independientemente de que fuera una comedia. En un episodio de la primera temporada, «El fugitivo», se aborda la idea de huir de casa. Bob Tischler ejerció de productor ejecutivo junto a Jacobs hacia el final de la serie.

### Conclusión
Boy Meets World fue renovado por una sexta temporada en abril de 1998. Sabrina the Teenage Witch, otra serie que se emitía los viernes por la noche, fue la única que se renovó ese año. Para entonces, los índices de audiencia de Boy Meets World habían descendido un 14% con respecto a la temporada anterior, y los índices de audiencia de TGIF habían descendido un 17% en general.
En 2000, Sabrina, la bruja adolescente, pasó de emitirse en ABC a la WB; a estas alturas, se esperaba que Boy Meets World también terminara su andadura, lo que provocó dudas sobre el futuro del bloque. En abril, la producción de la séptima temporada de Boy Meets World había concluido, y Savage ya estaba planeando asistir a la universidad. La serie no produjo un final de serie «a gran escala», y existía la posibilidad de que la serie regresara.  Ese mismo mes, ABC anunció oficialmente que la séptima temporada sería la final de la serie. El final de la serie, de una hora de duración, se emitió el 5 de mayo de 2000, y en él Cory y Topanga se plantean mudarse a Nueva York.

## Temporadas
| Temporada | Temporada | Episodios | Episodios | Emisión original         | Emisión original   | Espectadores (millones) | Rank |
| Temporada | Temporada | Episodios | Episodios | Primera emisión          | Última emisión     | Espectadores (millones) | Rank |
| --------- | --------- | --------- | --------- | ------------------------ | ------------------ | ----------------------- | ---- |
|           | 1         | 22        | 22        | 24 de septiembre de 1993 | 13 de mayo de 1994 | 8.5                     | #37  |
|           | 2         | 23        | 23        | 23 de septiembre de 1994 | 19 de mayo de 1995 | 11.5                    | #36  |
|           | 3         | 22        | 22        | 22 de septiembre de 1995 | 17 de mayo de 1996 | 10.1                    | #48  |
|           | 4         | 22        | 22        | 20 de septiembre de 1996 | 2 de mayo de 1997  | 8.7                     | #51  |
|           | 5         | 24        | 24        | 3 de octubre de 1997     | 15 de mayo de 1998 | 11.6                    | #55  |
|           | 6         | 22        | 22        | 25 de septiembre de 1998 | 14 de mayo de 1999 | 10.9                    | #58  |
|           | 7         | 23        | 23        | 24 de septiembre de 1999 | 5 de mayo de 2000  | 8.7                     | #73  |

## Rewatch podcast
Fishel, Friedle y Strong comenzaron a presentar un podcast en 2022 en el que vuelven a mirar y comentar cada episodio de Boy Meets World . El podcast, titulado Pod Meets World , es publicado por iHeartRadio y lanzado el 27 de junio.Savage decidió no participar en el proyecto después de que se lo pidieran. El podcast contó con los invitados Daniels, McGee, Randle, Russ, Ward y Lawrence.

## Girl Meets World
Serie spin-off de Disney Channel, que transcurre en Nueva York donde Cory y Topanga tienen su propia familia con dos hijos: Riley y Auggie, siguiendo el mismo esquema de la serie original el papel principal recae en Riley y su mejor amiga Maya, quienes aprenden a convivir con los problemas propios de la secundaria y sus relaciones pero en tiempos actuales. Varios personajes de Boy Meets World hacen actuaciones especiales.

## Premios
| Año  | Premiación          | Categoría                                  | Nominado                  | Resultado |
| ---- | ------------------- | ------------------------------------------ | ------------------------- | --------- |
| 1996 | Young Artist Award  | Mejor interpretación de actor joven        | Justin Thompson           | Ganador   |
| 1998 | Young Artist Award  | Mejor actriz de serie cómica de televisión | Danielle Fishel           | Ganador   |
| 1999 | Young Artist Award  | Mejor actor invitado en un papel           | Jarrett Lennon            | Ganador   |
| 2000 | Young Artist Award  | Mejor actor invitado en un papel           | J.B. Gaynor               | Ganador   |
| 2000 | Kids' Choice Awards | Mejor actuación de amistad                 | Ben Savage y Rider Strong | Ganadores |